# Luffia gomerensis
Luffia gomerensis is een vlinder uit de familie zakjesdragers (Psychidae). De wetenschappelijke naam van deze soort is voor het eerst geldig gepubliceerd in 1996 door Henderickx.
De soort komt voor in Europa.